# Carlos Arano
Carlos Andrés Fernández Arano (Avellaneda, 6 maggio 1980) è un ex calciatore argentino, difensore.

## Palmarès

### Club

#### Competizioni nazionali
- Campionato argentino: 2

Racing: Apertura 2001
Estudiantes: Apertura 2006